# Villarreal de Urrechua
Villarreal de Urrechua (oficialmente en euskera: Urretxu) es una localidad y municipio español situado en la parte noroccidental de la comarca del Alto Urola, en la provincia de Guipúzcoa, comunidad autónoma del País Vasco. Hasta 1920 era conocida como Villarreal.

## Toponimia

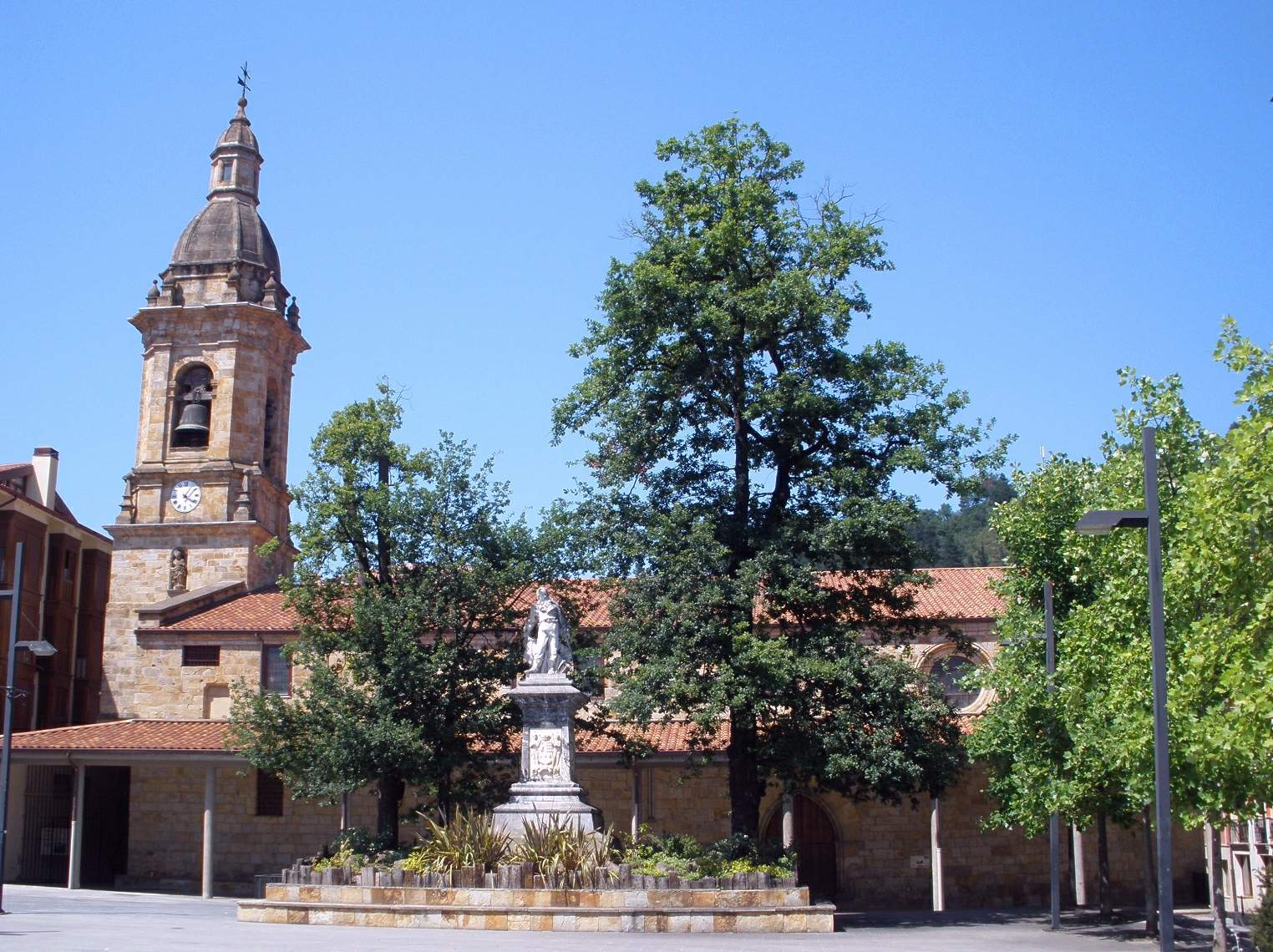
Plaza Iparraguirre, con el monumento a José María Iparraguirre y la iglesia parroquial de San Martín de Tours

Es incierto el origen etimológico de Urretxu. La hipótesis más extendida es la que considera que el nombre deriva del euskera y significa algo parecido a «la avellaneda», es decir, que es un fitónimo derivado de hurr (e) itz (avellano en euskera), el sufijo abundancial -tsu y el artículo -a (hurreitz + tsu + a). Como ocurre en muchos topónimos vascos acabados en a, al ser este el artículo en euskera suele perderse, por ello es tan habitual utilizar Urrechu como Urrechua.
También se ha solido relacionar el nombre del pueblo con otras palabras vascas como ur (agua) o urre (oro).
El topónimo Urrechua es anterior a la fundación de la villa. En la carta puebla que extendió el rey Juan I de Castilla en 1383 se puede leer que da licencia para poblar una villa en las nuestras tierras de Urrechua... e tenemos por bien que haya nombre de Villarreal. El nombre de Villarreal es típico de las fundaciones medievales y alude a la condición de realengo de la villa.
El puente que separa las dos localidades, reconocido como el puente de Zufiaur, fue bautizado y construido por la familia Zufiaur de allí en el siglo XV.
Durante siglos el nombre oficial de la localidad fue Villarreal, mientras que comúnmente siguió siendo conocida por su nombre antiguo de Urrechu/Urrechua. En 1916 la Real Sociedad Geográfica cambió el nombre oficial de la localidad por Villarreal de Urrechu para evitar que fuera homónima con otras localidades de nombre Villarreal existentes en España. Durante los años 1916-80 fue conocida también como Villarreal de Urrechua.
En 1979 el ayuntamiento adoptó la denominación oficial de Urretxu, transcripción de la variante Urrechu, de acuerdo con las normas ortográficas modernas de la lengua vasca, y esta es actualmente la denominación oficial.

## Historia
La primera reseña histórica documental de Villarreal de Urrechua no es otra que la correspondiente a la concesión por el rey Juan I de Castilla de la Carta Puebla fundacional de la Villa, otorgada el 3 de octubre de 1383. De ahí le vino el nombre de Villa Real.
Antes de la fundación, existía en las denominadas tierras de Urrechua un asentamiento humano diseminado, muy probablemente en torno a la ermita de Santa Bárbara. Estos pobladores, sometidos cada vez más al acoso de los señores feudales, solicitan al rey la posibilidad de fundar una villa. Esta conllevaría privilegios fiscales y defensivos, además de mayores posibilidades de fomentar el comercio. En la Carta Puebla el rey les da además la facultad de repartirse los solares a edificar dentro del casco que ellos mismos diseñan, y cuyo trazado todavía conserva hoy Villarreal de Urrechua, ya que el desarrollo de la población a través de los siglos no ha alterado en lo básico las características que le confieren a la villa su carácter medieval. El rey Juan I les concede el término municipal con descripción de sus límites, así como el nombre, que como villa de fundación real será el de Villa Real.

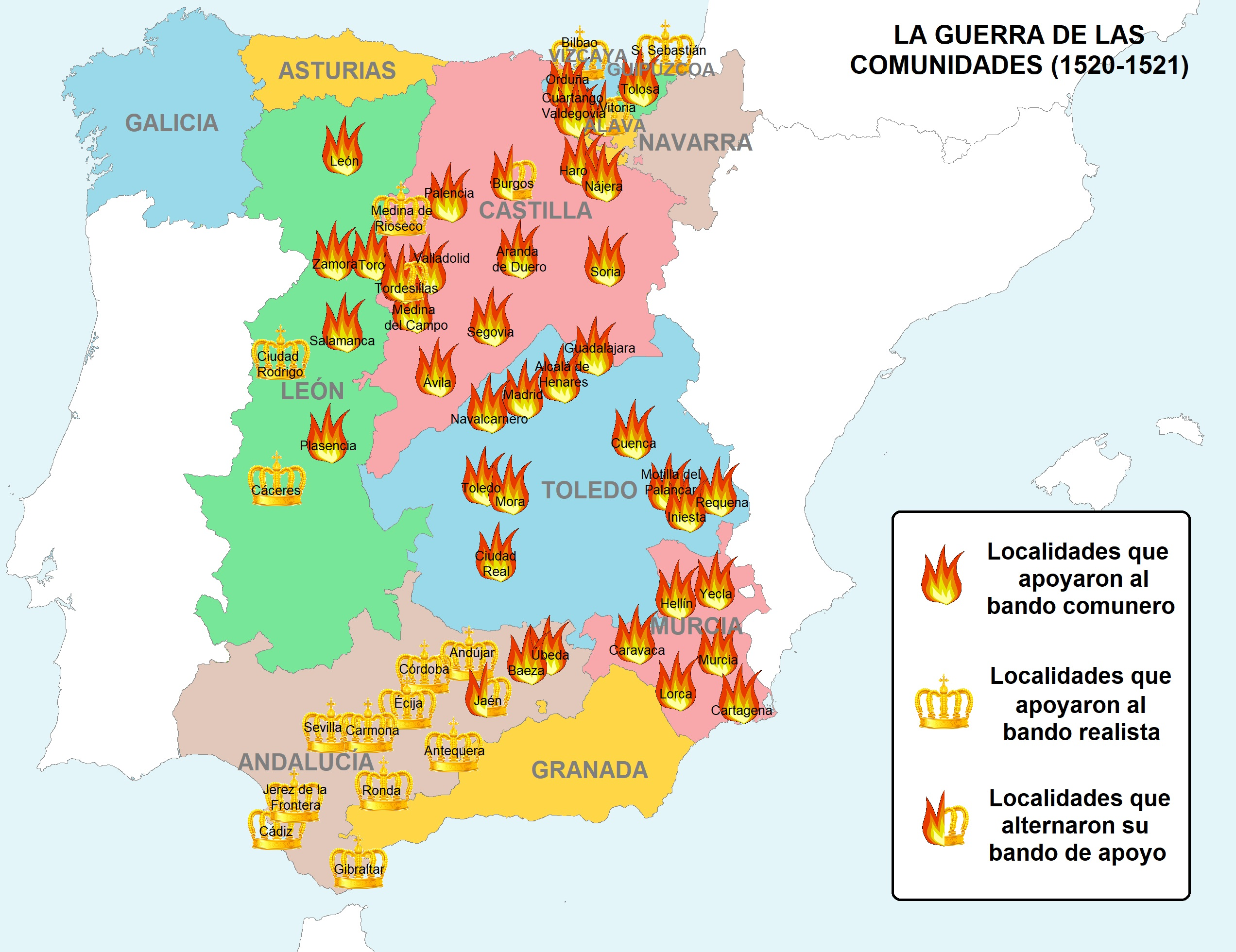
Urrechu se situó en el bando comunero en la Guerra de las Comunidades en el

Tras el levantamiento del conde de Salvatierra en 1520, durante la Guerra de las Comunidades, Villarreal de Urrechu se situó en el bando comunero, venciendo el ejército realista la resistencia de esta y otras localidades comuneras vascas tras la derrota del ejército del conde de Salvatierra, Pedro López de Ayala, en la batalla de Miñano Mayor el 19 de abril de 1521.
A esta villa con privilegios reales se adhirieron Zumárraga (1383) y Ezquioga (1385). Estas agregaciones a Villarreal de Urrechua cuentan de inmediato con la oposición de la villa de Segura, que, alegando derechos sobre las colaciones de Zumárraga y Ezquioga, pleitea con Urrechua. El conflicto termina con una sentencia que determina que no solo deberán pertenecer a Segura Zumárraga y Ezquioga, sino también la nueva villa de Urrechua. La apelación de los urrechuanos no quedó resuelta hasta seis años después, en 1411, cuando definitivamente se rompe la dependencia con la villa de Segura.
Poco a poco, Villarreal de Urrechua se empieza a configurar como una villa de fundación, formando una estructura económica muy homogénea, basada en el comercio (estaba bien situada en las infraestructuras comerciales de la época) y en la agricultura-ganadería. También es destacable la actividad forestal y la entonces incipiente industria del hierro localizada en las ferrerías de Mendiaraz, Irigon y Guerra. Esta nueva industria hará cambiar el nombre del río, pues lo que hasta entonces era el agua de Legazpia, pasará a denominarse Urola (Ur: 'agua', Ola: 'ferrería').
Paradójicamente, será esa misma situación estratégica la que va a obstaculizar el desarrollo económico de la villa: al ser paso obligado de reyes, tropas, etc. tiene obligación de agasajarlos a cuenta del erario público, con el gasto que conlleva. Si a ello añadimos las numerosas desgracias naturales que asolan Villarreal de Urrechua en los siglos XVI y XVII, y que son una constante en la época (incendios, pestes y otras enfermedades), nos encontramos con un cúmulo de factores que repercutirán negativamente en la población, cuyas aspiraciones económicas, culturales y sociales empiezan a satisfacerse fuera de la villa.
La emigración se convierte en un cauce lógico de salida, siendo el destino principal América. Asimismo se detectan desplazamientos de pobladores a la Corte; algunos de ellos fueron famosos en el campo de la administración real del siglo XVII y fundaron sus propios palacios en la villa: es el caso de los Ipeñarrieta, Areizaga y Necolalde. Como consecuencia de todo ello, familias urrechuanas van adquiriendo más y más prestigio, y de aquella población homogénea, sin apenas diferenciación social, se va pasando a una población en la que dichas familias regirán casi con exclusividad los destinos del municipio.
En 1658 hubo un gran incendio, que destrozó gran parte de las viviendas y la iglesia parroquial de San Martín de Tours, pero el pueblo consiguió recuperarse.
El siglo XVIII observó un fuerte crecimiento en la construcción de infraestructuras: se construyó el Camino Real que unía Álava con la frontera de Irún, a la vez que se situó en Urrechua la casa de postas, desde donde se repartía el correo a estos pueblos.

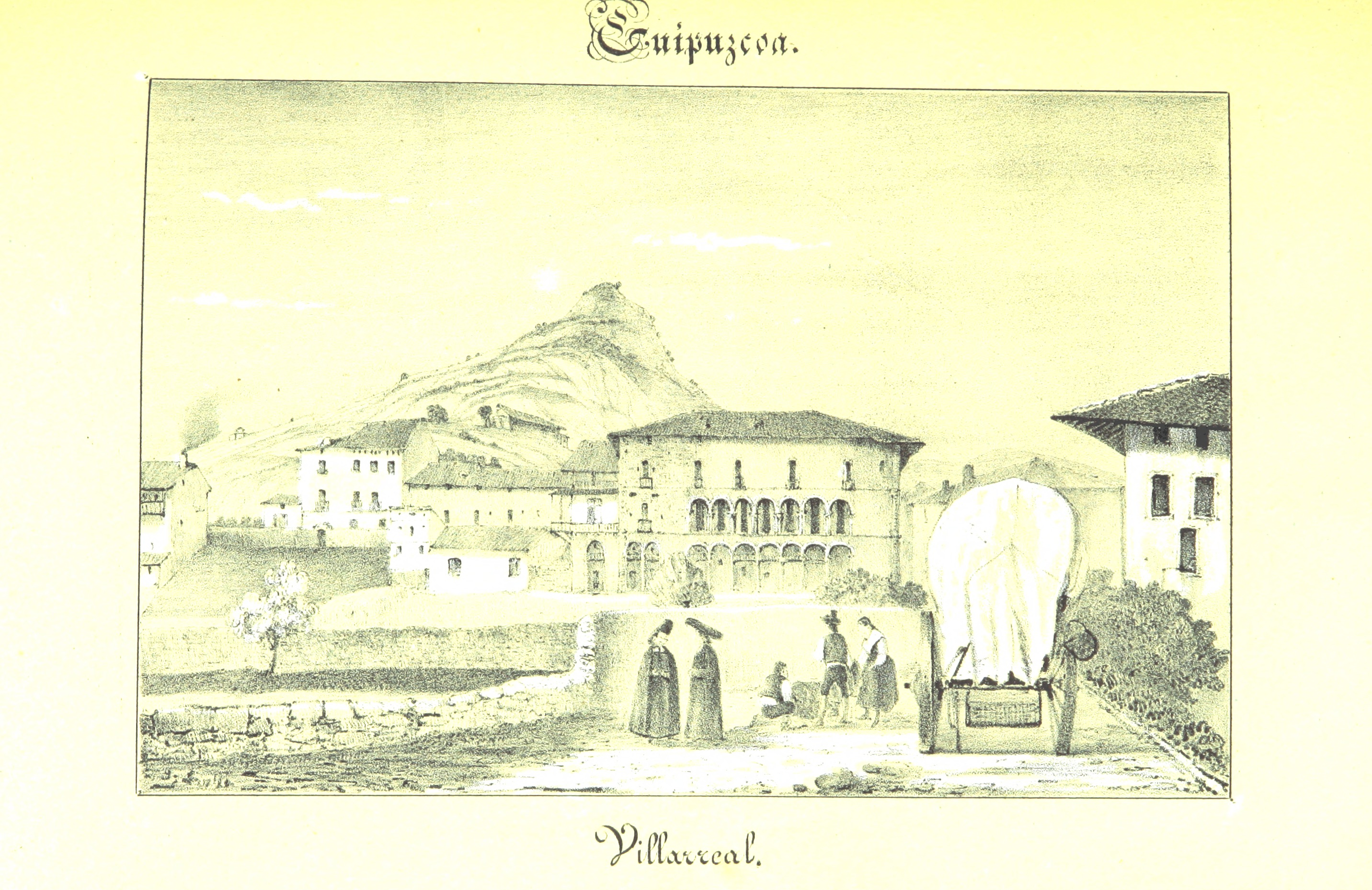
Vista de la localidad en la primera mitad del

El siglo XIX fue un siglo de guerras, las cuales tuvieron un efecto muy negativo sobre la hacienda municipal, siendo fundamentalmente importantes en este sentido la guerra de la Independencia Española y la primera guerra carlista. También fue el siglo de la modernización, ante todo por la construcción del ferrocarril, que supuso la base del posterior desarrollo económico que experimentaría la población. A este siglo perteneció José María Iparraguirre, el famoso bardo autor del «Gernikako Arbola».
Hasta la reforma de la nomenclatura municipal de 1916 el municipio se llamaba simplemente Villarreal. En dicha fecha su nombre fue modificado por el de Villarreal de Urrechu.

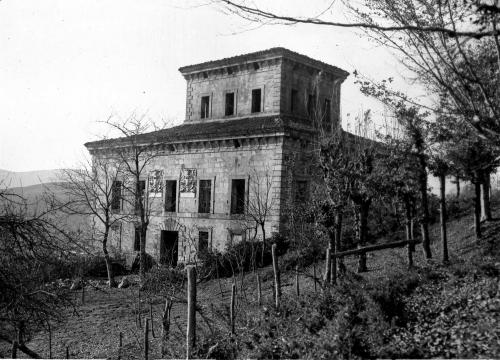
Casa de Ipeñarrieta. Fotografía: Indalecio Ojanguren

El siglo XX trajo la industrialización y el aumento de población, sobre todo a partir de la década de 1950, como consecuencia de la fuerte inmigración. Este aumento sin precedentes fue el que condicionó la estructura urbana, social y económica del municipio.
Hoy en día, Villarreal de Urrechua se puede considerar una población urbana, moderna, con una industria avanzada y cualificada, con un sector servicios en alza, con unas construcciones urbanísticas punteras que le dan un aire de renovación, de población del siglo XXI. Sin embargo, no ha dado la espalda a su pasado, a su historia, y ha sabido mantener sus orígenes de villa medieval, su patrimonio histórico y sus tradiciones.

## Demografía
Villarreal de Urrechua cuenta con una población de 6765 habitantes (INE 2024).
| Gráfica de evolución demográfica de Villarreal de Urrechua entre 1842 y 2021                                        |
| |
| Población de derecho según los censos de población del INE Población de hecho según los censos de población del INE |

## Economía
Según datos del último censo de población y viviendas del EUSTAT, en 2001 había un 47,4 % de población activa en Villarreal de Urrechua. La tasa de paro era de un 8,3 % de la población activa. Unos años antes, en 1996 superaba el 15 % y luego ha ido bajando. En el primer trimestre de 2008 la tasa de paro era del 6,1 %, produciéndose un ligero repunte en el último año.

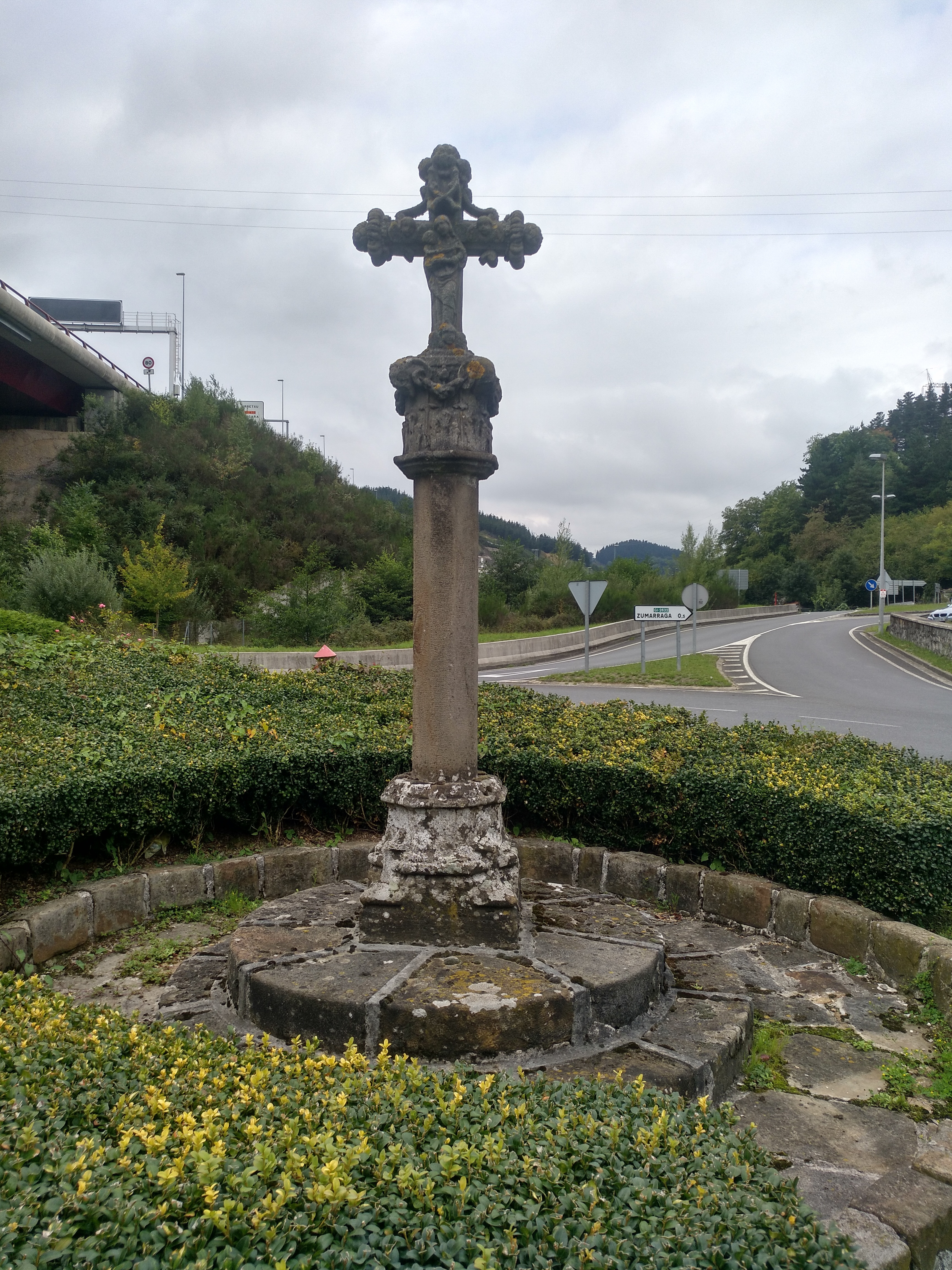
Cruz Terminal

Por sectores económicos, en 2001 el 47 % de la población trabajaba en el sector servicios, el 44,5 % en la industria, el 8,1 % en la construcción y solo el 0,3 % en la agricultura. En la economía de este municipio destaca el importante peso del sector industrial. Sin embargo cabe destacar que este fue mucho mayor hace unas décadas, ya que en 1981 la industria suponía el 75 % del empleo. Por el contrario, el peso del sector servicios ha aumentado mucho en las últimas dos décadas y media.
Solo un 25 % de los urrechuanos trabajan en su propio pueblo, desplazándose el 75 % fuera de él para trabajar, principalmente a los pueblos de los alrededores. Hay que tener en cuenta que Villarreal de Urrechua forma un único núcleo urbano con Zumárraga y que en un radio de 15 km se encuentran los núcleos industriales del Deva Goiena, el Urola Media y el Goyerri, lo que permite a los urrechuanos desplazarse a estas localidades e incluso más lejos a trabajar.
Por el contrario, en 2007 existían 2118 puestos de trabajo en Villarreal de Urrechua. Cerca de un 65 % de los mismos son cubiertos por personas residentes en otros municipios.
La fábrica más señera de Villarreal de Urrechua fue Irimo, fabricante de herramientas de mano, fundada en 1927, que llegó a tener más de 500 trabajadores a comienzos de los años 80. Tocada por la crisis de la década de 1970, Irimo fue reduciendo plantilla a lo largo de los siguientes años y en 1995 fue adquirida por la multinacional Snap-On, que la integró junto a otros fabricantes vascos de herramientas de mano en la empresa Eurotools. En 2001 Eurotools cerró la fábrica de Villarreal de Urrechua y trasladó su producción a las restantes fábricas del grupo. La marca Irimo sigue existiendo, pero estas herramientas ya no se hacen en Villarreal de Urrechua.
En la actualidad las empresas industriales que quedan en el municipio son pymes, que no superan en ningún caso los cien trabajadores. En 2007 se censaban un total de 63 sociedades de tipo industrial en el municipio.

## Administración y política
| Partido político                                              | 2023   | 2023       | 2019   | 2019       | 2015   | 2015       | 2011   | 2011       | 2007   | 2007       | 2003    | 2003       | 1999    | 1999       | 1995   | 1995       | 1991  | 1991       |
| Partido político                                              | %      | Concejales | %      | Concejales | %      | Concejales | %      | Concejales | %      | Concejales | %       | Concejales | %       | Concejales | %      | Concejales | %     | Concejales |
| Euzko Alderdi Jeltzalea-Partido Nacionalista Vasco (EAJ-PNV)  | 41,17  | 6          | 46,16  | 7          | 35,62  | 5          | 26,85  | 4          | 18,26  | 2          | 59,93   | 8          | 43,76   | 6          | 14,66  | 2          | 12,35 | 1          |
| Euskal Herria Bildu (EH Bildu)-Bildu                          | 37,98  | 5          | 31,85  | 4          | 35,22  | 5          | 33,62  | 6          | —      | —          | —       | —          | —       | —          | —      | —          | —     | —          |
| Partido Socialista de Euskadi-Euskadiko Ezkerra (PSE-EE PSOE) | 17,73  | 2          | 14,58  | 2          | 15,38  | 2          | 15,51  | 2          | 20,67  | 3          | 22,91   | 3          | 18,27   | 2          | 18,27  | 3          | 17,13 | 2          |
| Partido Popular del País Vasco (PP)                           | 1,05   | 0          | 1,52   | 0          | 2,91   | 0          | 4,96   | 0          | 5,00   | 0          | 8,55    | 1          | 6,37    | 1          | —      | —          | —     | —          |
| Elkarrekin Podemos-Irabazi-Ezker Batua-Berdeak (EB-B)         | —      | —          | 4,78   | 0          | 8,36   | 1          | 3,47   | 0          | 7,04   | 1          | 7,21    | 1          | 4,62    | 0          | 5,97   | 0          | —     | —          |
| Hamaikabat (H1!)                                              | —      | —          | —      | —          | —      | —          | 8,34   | 1          | —      | —          | —       | —          | —       | —          | —      | —          | —     | —          |
| Aralar                                                        | —      | —          | —      | —          | —      | —          | 5,35   | 0          | —      | —          | —       | —          | —       | —          | —      | —          | —     | —          |
| Eusko Abertzale Ekintza-Acción Nacionalista Vasca (EAE-ANV)   | —      | —          | —      | —          | —      | —          | —      | —          | 25,06  | 4          | —       | —          | —       | —          | —      | —          | —     | —          |
| Eusko Alkartasuna (EA)                                        | —      | —          | —      | —          | —      | —          | —      | —          | 22,44  | 3          | Con PNV | Con PNV    | Con PNV | Con PNV    | 41,57  | 6          | 46,43 | 7          |
| Euskal Herritarrok (EH)-Herri Batasuna (HB)                   | —      | —          | —      | —          | —      | —          | —      | —          | —      | —          | —       | —          | 25,25   | 4          | 17,41  | 2          | 16,99 | 2          |
| Euskadiko Ezkerra (EE)                                        | PSE-EE | PSE-EE     | PSE-EE | PSE-EE     | PSE-EE | PSE-EE     | PSE-EE | PSE-EE     | PSE-EE | PSE-EE     | PSE-EE  | PSE-EE     | PSE-EE  | PSE-EE     | PSE-EE | PSE-EE     | 6,56  | 1          |